# Robert Lomas
Robert Lomas – pisarz brytyjski, wykładowca nauk ekonomicznych, a także historyk amator. Jest współtwórcą serii książek The Hiram Key, autorem biografii Nikolego Tesli zatytułowanej The Man Who Invented The Twentieth Century oraz książki poświęconej wolnomularstwie, pt. The Invisible College: The Royal Society, Freemasonry and the Birth of Modern Science.